# クルディスタン労働者党
クルディスタン労働者党（クルディスタンろうどうしゃとう、トルコ語：Kürdistan İşçi Partisi, クルド語：Partiya Karkerên Kurdistan, PKK）は、クルド人の独立国家建設を目指してトルコ政府などと戦っていた武装組織である。このグループは1978年にアブドゥッラー・オジャランの率いるクルド人学生集団によって創立された。クルド人民会議（KONGRA-GEL) 及びクルディスタン自由民主会議（KADEK）という名称を使用していたこともある。これらの改称はテロリスト集団認定を法的に回避することが目的だったといわれている。トルコではこれを踏まえ、PKK/KONGRA-GELと併記する。いくつかの国や地域でテロ組織として指定されてきた。2025年5月12日、解散を宣言した。

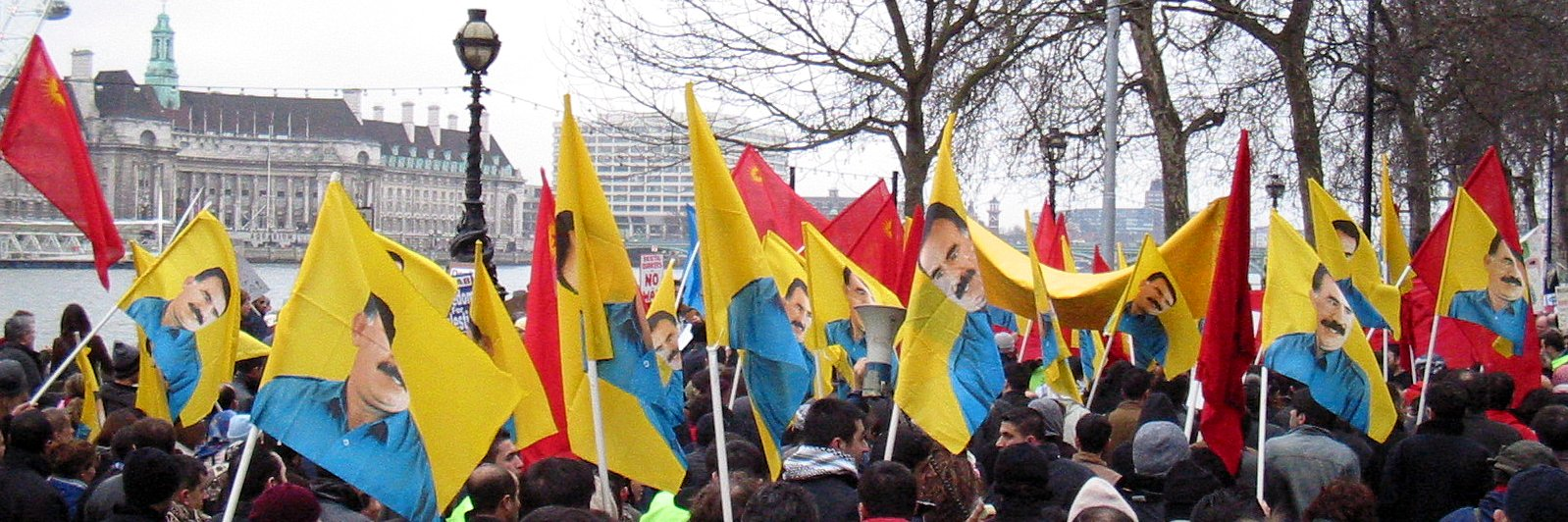
ロンドンの2003年2月15日の反戦運動で、クルディスタン労働者党の旗を掲げるクルド人のPKK支持者

## 来歴
クルド人はトルコの人口の10～25パーセントを占め、何十年も抑圧されてきた。PKKは1978年にアブドゥッラー・オジャランを党首とし、トルコ東南部で結成された。PKKのもともとのイデオロギーは革命的社会主義とマルクス・レーニン主義をクルド民族主義と融合させたもので、クルディスタンでの独立国家樹立を目指していた。
1984年には独立国家建設を目指してトルコに対する武装闘争を開始した。1999年にはPKK指導者のアブドゥッラー・オジャランが逮捕・収監され、その後にオジャランはマルクス・レーニン主義を放棄した。そしてPKKは、1995年には公式に、その目標を民主的自治や無階級社会の実現へと変更した。
2002年には、PKKは自らの使命を終えたとして組織名をクルディスタン自由民主会議 (KADEK) に変更した。2003年にKADEKは解散し、クルド人民会議 (KONGRA-GEL) が再結成されたが、分裂ののち、2005年4月に組織名称がもとのPKKに戻った。
2005年の3月20日、オジャランは民主連邦制の必要性について語るようになった。2007年5月には、PKKのみならずイラン、イラク、シリアのクルド人政党を傘下にまとめるクルディスタン共同体同盟 (KCK) が結成された。
2012年終盤にトルコ政府は、停戦をめぐってオジャランと秘密会談を始めた。会談を進展させるため、トルコ政府高官が、北イラクにいるPKK指導者たちに、獄中のオジャランからの手紙を届けた。2013年3月21日、停戦が発表された。4月25日、PKKがトルコ領を離れることが発表された。指揮官であるムラート・カラユランは、「進行中の準備の一環として、撤退は2013年5月8日に始まる。私たちの撤退中のゲリラ部隊は、攻撃、作戦行動、空爆の際は反撃権を行使する。また撤退は直ちに中止される」と述べた。半ば自治をしくイラクのクルド人地域は、北方の隣人の考えを歓迎した。平和民主党（BDP）は、進行中の撤退を不安に思う市民に説明するために、トルコのクルド人地域中で集会を開いた。党首のピナル・ユルマズは「5月8日は期待と恐怖の日だ」と説明した。「私たちは政府をまったく信用していない。多くの人びとが、もしもゲリラたちが一旦行ってしまったら、トルコ軍が再度私たちを叩き潰すのではないかと心配している」と述べた。
PKKは、計画された通り、トルコ南部国境からイラク北部国境を越え撤退した。しかし、バグダードのイラク人指導者たちは、自分たちの領内に武装集団を受け入れるつもりはないと宣言した。「イラク政府はどのような政治的かつ平和的な合意も歓迎する。しかしイラクの治安と安定を損なう可能性がある武装集団を領内に受け入れることはない」と公式声明は述べた。バグダードとクルド自治区は既に一定の石油生産地域をめぐって反目しあっているため、北イラクにおける武装クルド勢力流入の見込みは、緊張感を高める恐れがあった。和平交渉は2015年に頓挫し、トルコ軍はクルディスタンに対する軍事作戦を再開した。
2023年11月、トルコのイスタンブールの繁華街にてPKKによる爆破テロが起き、6人死亡、81人負傷している。2023年時点でアメリカ合衆国や欧州連合など、トルコ以外のいくつかの地域でもテロ組織として認定されている。2024年10月時点で日本においても国際テロリスト財産凍結法に基づく国際テロ組織として指定されている。
2024年1月には駐日トルコ大使がインタビューに対し、PKKにより4万人ものトルコ人の命が犠牲になっていると主張した。
2025年2月27日、オジャランが獄中から声明を発表し、PKKに対して武装解除と解散を要求。これを受けて3月1日、PKKは即時停戦を発表すると同時に、オジャランの釈放を要求する声明を発表した。
2025年5月12日、40年続くトルコ政府との武力闘争をやめ、解散すると宣言した。PKKに近いクルド系メディアが報じた。報道によると、PKKは5～7日にかけて会議を開いて決定。声明で、決定が「恒久的な平和と民主的な解決への強固な基盤を提供するものだ」と訴えた。支持者に対し、今後は平和的な方法によりクルド人の権利獲得を働きかけるよう求めた。

### トルコ政府による日本のクルド人団体への資産凍結措置
2023年12月、トルコ政府は日本に拠点を置くクルド人団体「日本クルド文化協会」および「クルディスタン赤月」の2団体と複数の個人に対し、PKKへの支援疑惑を理由に資産凍結措置を実施した。トルコ政府は、これらの団体が2023年2月のトルコ・シリア地震に際して日本国内で行った募金活動で集めた約4,000万円の義援金がPKKに流用された疑いがあると主張している。一方、対象となった団体はこれを否定し、募金は被災者支援に使われたものであり、資産凍結は政治的弾圧であると抗議している。日本政府はこれらの団体および関係者をテロ組織支援者とは認定していないことを明らかにしている。また、米国国務省の人権報告書や国際人権団体の指摘によれば、トルコ政府は「テロ対策」を名目に、野党党員や人権活動家、報道関係者などに対して広範な弾圧を行っており、拘束者の多くは実質的にテロリズムと関係がないとされている。これらの拘束や資産凍結は、与党公正発展党（AKP）への批判的言論封殺や政治的敵対勢力の弱体化を目的としているとの指摘もある。

## 戦術

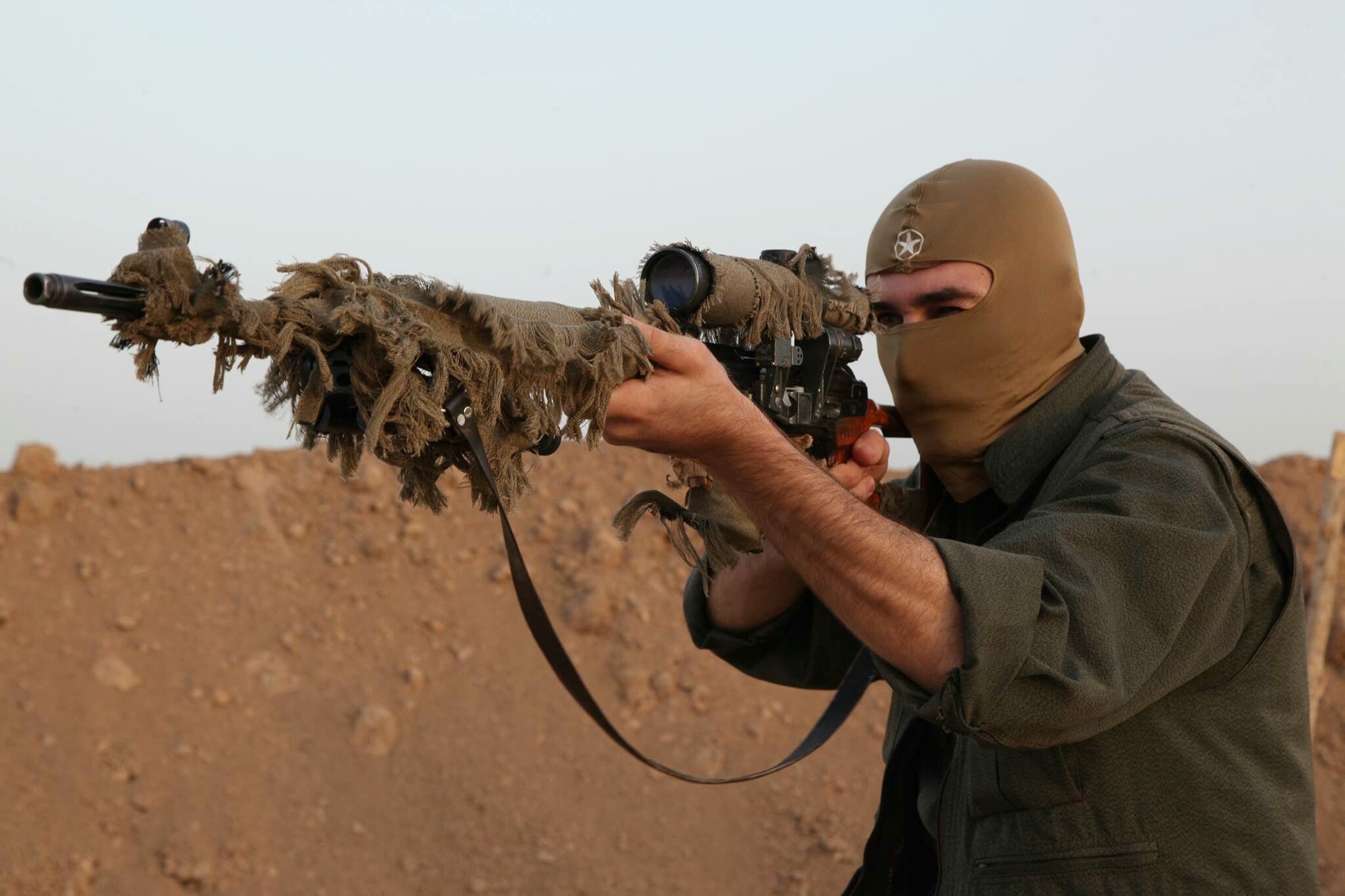
クルディスタン労働者党の兵士

PKKの教義では、男女を平等に援助し、1990年代の初頭には17,000人の戦闘員のうち30パーセントが女性戦闘員だった。